# ГЕС Малана
ГЕС Малана – гідроелектростанція на півночі Індії у штаті Гімачал-Прадеш. Знаходячись після ГЕС Малана II, становить нижній ступінь каскаду на річці Malana Nallah, правій притоці Парбаті, котра в свою чергу є лівою притокою Біасу (впадає праворуч до Сатледжу, найбільшого лівого допливу Інду).
В межах проекту річку перекрили бетонною гравітаційною греблею висотою 18 метрів та довжиною 305 метрів, яка утримує невелике водосховище з корисним об’ємом 249 тис м3, що забезпечується коливанням рівня між позначками 1879 та 1893 метра НРМ.
Зі сховища під лівобережним гірським масивом прокладено дериваційний тунель довжиною  3,3 км та діаметром 3,7 метра, який переходить у напірний водовід довжиною 0,9 км з діаметром 2,2 метра. В системі також працює вирівнювальний резервуар висотою 270 метрів.
Наземний машинний зал, розташований на правому березі Парбаті дещо вище від впадіння Malana Nallah, обладнали двома турбінами типу Пелтон потужністю по 43 МВт (на сайті одного із співвласників – норвезької компанії Statkraft – загальна потужність станції вказана на рівні 108 МВт). Вони використовують напір у 600 метрів та забезпечують виробництво 350 млн кВт-год електроенергії на рік.
Видача продукції відбувається по ЛЕП, розрахованій на роботу під напругою 132 кВ.